# こたえあわせ
『こたえあわせ』は、JUJUの41枚目のシングル。2021年11月10日に発売された。

## 解説
シングルとしては、前作「奏/LA・LA・LA LOVE SONG」より約1年2ヶ月振りとなり、カバーではないオリジナル楽曲のシングルとしては2020年発売の39thシングル「STAYIN' ALIVE」より約1年9ヶ月振りとなった。
初回限定盤と通常盤の2形態での発売となり、初回盤の方はDVD付きとなっている。DVDには2020年10月10日のJUJUの日に行われた配信ライヴ『ジュジュ苑スペシャル「俺のRequest」』が完全収録されている。

## 制作背景
本作は杉咲花主演『恋です! 〜ヤンキー君と白杖ガール〜』主題歌に採用された。杉咲が出演したドラマ『ハケン占い師アタル』主題歌には、38thシングル「ミライ」が使用されており、約2年9ヶ月振りに杉咲とタッグを組むことになった。作詞は「ミライ」を手掛けた蒼山幸子が担当、本作の楽曲プロデュースは39thシングル「STAYIN' ALIVE」も担当した蔦谷好位置が務めた。

## 収録曲

### CD
1. こたえあわせ
作詞：蒼山幸子 / 作曲：YOSHIHIRO (KEYTONE) / 編曲：蔦谷好位置
日本テレビ系ドラマ『恋です! 〜ヤンキー君と白杖ガール〜』主題歌
2. じれったい
作詞：松井五郎 / 作曲：玉置浩二
安全地帯のカバー
3. やさしさで溢れるように - From THE FIRST TAKE
作詞：小倉しんこう・亀田誠治 / 作曲：小倉しんこう
9thシングルの新録音
4. この夜を止めてよ - From THE FIRST TAKE
作詞：松尾潔 / 作曲：松本俊明
15thシングルの新録音

### DVD (初回限定盤のみ)
- ※は、フジファブリックの山内総一郎が客演したものとなる。

1. Yes-No
2. アイ
3. エイリアンズ
4. くるみ
5. 手紙※
6. そして僕は途方に暮れる※
7. 最後の雨
8. LA・LA・LA LOVE SONG
9. Paper Doll
10. Kissin' Christmas (クリスマスだからじゃない)
11. Ya Ya (あの時代を忘れない)
12. One more time,Onemore chance
13. あざみ